# اورگریته

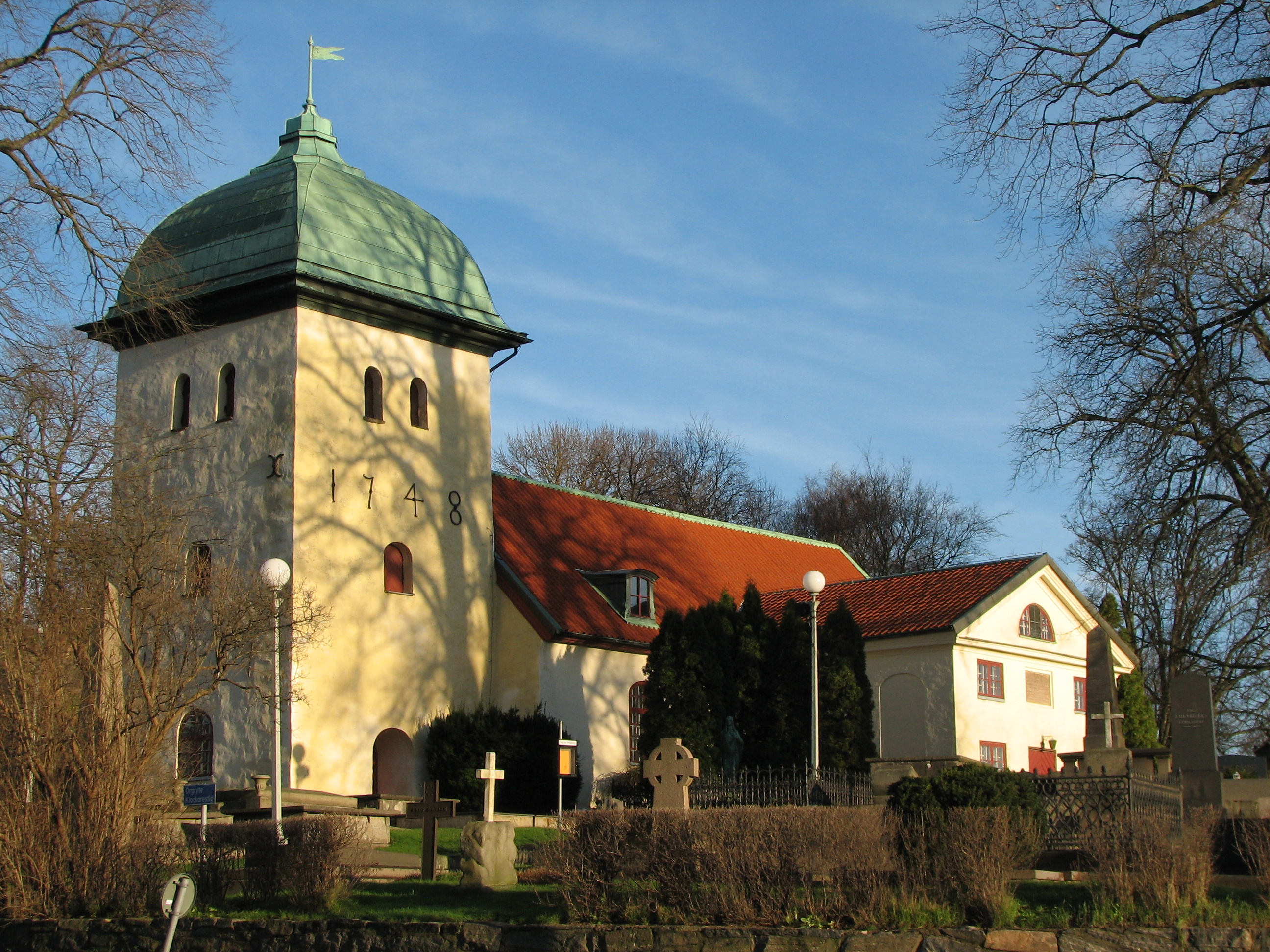
کلیسای اورگریته

اورگریته (سوئدی: Örgryte) یکی از ۲۱ ناحیهٔ شهری یوتبری در سوئد است که در شرق آن واقع است. سطحِ زندگی در این ناحیه شهری، متوسط به بالاست و جمعیتی بالغ بر ۳۳٬۵۳۹ (سرشماری سال ۲۰۰۴) دارد. وسعت این ناحیه، ۱۰٫۶۷ کیلومتر مربع است.

## افراد مشهور
- ریکی بروش نفر سوم پرتاب دیسک در بازی‌های المپیک تابستانی ۱۹۷۲
- هلنا پاپارازیو نمایندهٔ یونان در مسابقه آواز یوروویژن ۲۰۰۵
- نیکلاس فالک بازیگر سینما و تلویزیون